# NCSD
NCSD (Nordic Central Securities Depository, som betyder "Nordens värdepapperförvarare") är det gemensamma verksamhetsnamnet som tidigare användes för VPC AB och APK Oy. År 2008 blev VPC AB och APK Oy uppköpt av Euroclear group som är världens största leverantör av tjänster för inrikes och gränsöverskridande transaktioner av obligationer, aktier, derivat och fonder. Därmed skedde ett namnbyte från VPC AB till Euroclear Sweden, samt från APK Oy till Euroclear Finland.
Euroclear group är användarägt och omfattar Euroclear Bank, baserad i Bryssel, liksom Euroclear Belgium, Euroclear Finland, Euroclear France, Euroclear Nederland, Euroclear Sweden och Euroclear UK & Ireland. Euroclear äger också EMXCo, Storbritanniens ledande leverantör av fondorderförmedling, och Xtrakter, som äger handelsmatchnings- och rapporteringssystemet TRAX. 
Euroclear Sweden har en central roll i det nordiska finansiella systemet. Verksamheten bygger på ett aktivt samarbete med bland annat banker, fondkommissionärer och emittenter – bolag som emitterar/ger ut värdepapper. 
De flesta stora aktörer på de nordiska kapitalmarknaderna är direkt eller indirekt anslutna till Euroclear Sweden som har till uppgift att tillhandahålla långsiktiga, säkra och kostnadseffektiva tjänster mot emittent, mellanhand och investerare, gällande emission och hantering av finansiella instrument, samt clearing och avveckling av affärer på dessa marknader.